# (473125) 2015 JH3
(473125) 2015 JH3 es un asteroide perteneciente al cinturón de asteroides, descubierto el 31 de enero de 2010 por Wide-field Infrared Survey Explorer desde el telescopio espacial Wide-Field Infrared Survey Explorer (WISE), Estados Unidos.

## Designación y nombre
Designado provisionalmente como 2015 JH3.

## Características orbitales
2015 JH3 está situado a una distancia media del Sol de 3,083 ua, pudiendo alejarse hasta 3,931 ua y acercarse hasta 2,234 ua. Su excentricidad es 0,275 y la inclinación orbital 27,41 grados. Emplea 1977 días en completar una órbita alrededor del Sol.

## Características físicas
La magnitud absoluta de 2015 JH3 es 16.